# Verein der Berliner Künstlerinnen
Der Verein der Berliner Künstlerinnen 1867 e. V. ist der älteste heute noch existierende Zusammenschluss bildender Künstlerinnen in Deutschland. Er unterhält das Archiv Verein der Berliner Künstlerinnen 1867 e. V., publiziert Vereinsmitteilungen und Kataloge und vergibt im zweijährigen Turnus den „Marianne-Werefkin-Preis“ an zeitgenössische Künstlerinnen. Er pflegt somit das kulturelle Gedächtnis und fördert die aktuellen Entwicklungen zeitgenössischer Künstlerinnen. Die Preisträgerin des Jahres 2007 war die Bildhauerin Paloma Varga Weisz.
Das Vereinsarchiv wird unter anderem als Quelle von Dissertationen, Magister- und Diplomarbeiten über einzelne Künstlerinnen sowie die Position von Künstlerinnen in Ausbildung und Gesellschaft genutzt. So diente Datenmaterial aus dem Archiv für Arbeiten über Charlotte Berend-Corinth, Käthe Kollwitz, Jeanne Mammen, Paula Modersohn-Becker, Marg Moll, Elisabet Ney, Harriet von Rathlef-Keilmann und Gertraud Rostosky. Das Vereinsarchiv ist seit dem 1. November 2012 per Vertrag an das Archiv der Akademie der Künste (Abteilung Bildende Kunst) übergegangen.
Kooperationspartner des Vereins ist die Berlinische Galerie Landesmuseum für moderne Kunst, Fotografie und Architektur. Mit ihrer Hilfe konnte im Jahr 1992 zum 125-jährigen Vereinsjubiläum eine umfangreiche Dokumentation über die Mitglieder und Förderer des Vereins erstellt werden, das als Künstlerinnenlexikon erschienen ist (siehe Literatur).

## Geschichte

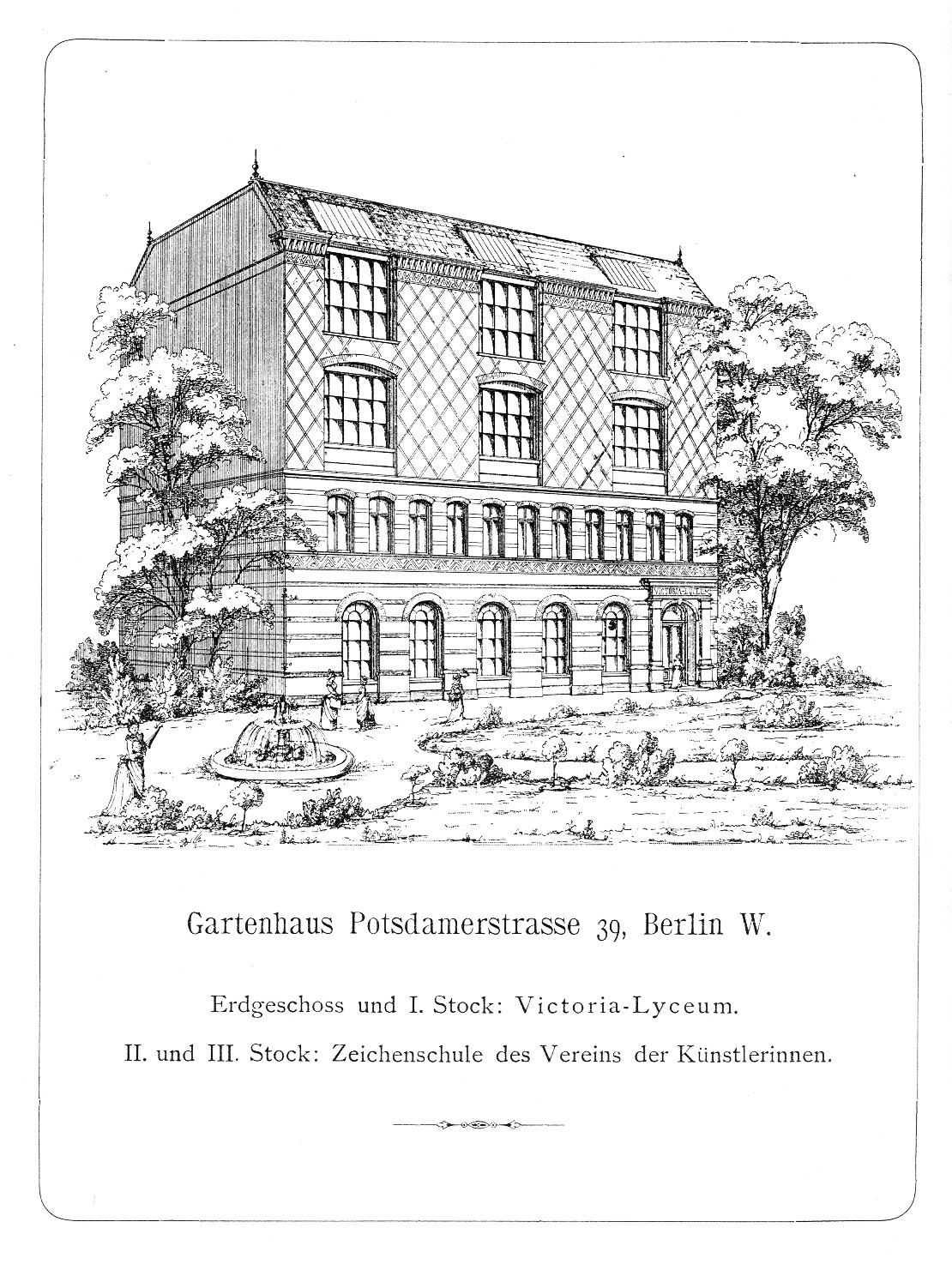
Gebäude des Victoria-Lyceums und der Zeichen- und Malschule (Gartenhaus Potsdamer Str. 39) Berlin

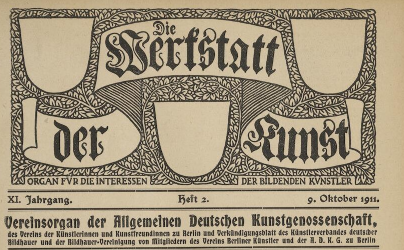
Vereinsorgan (1911)

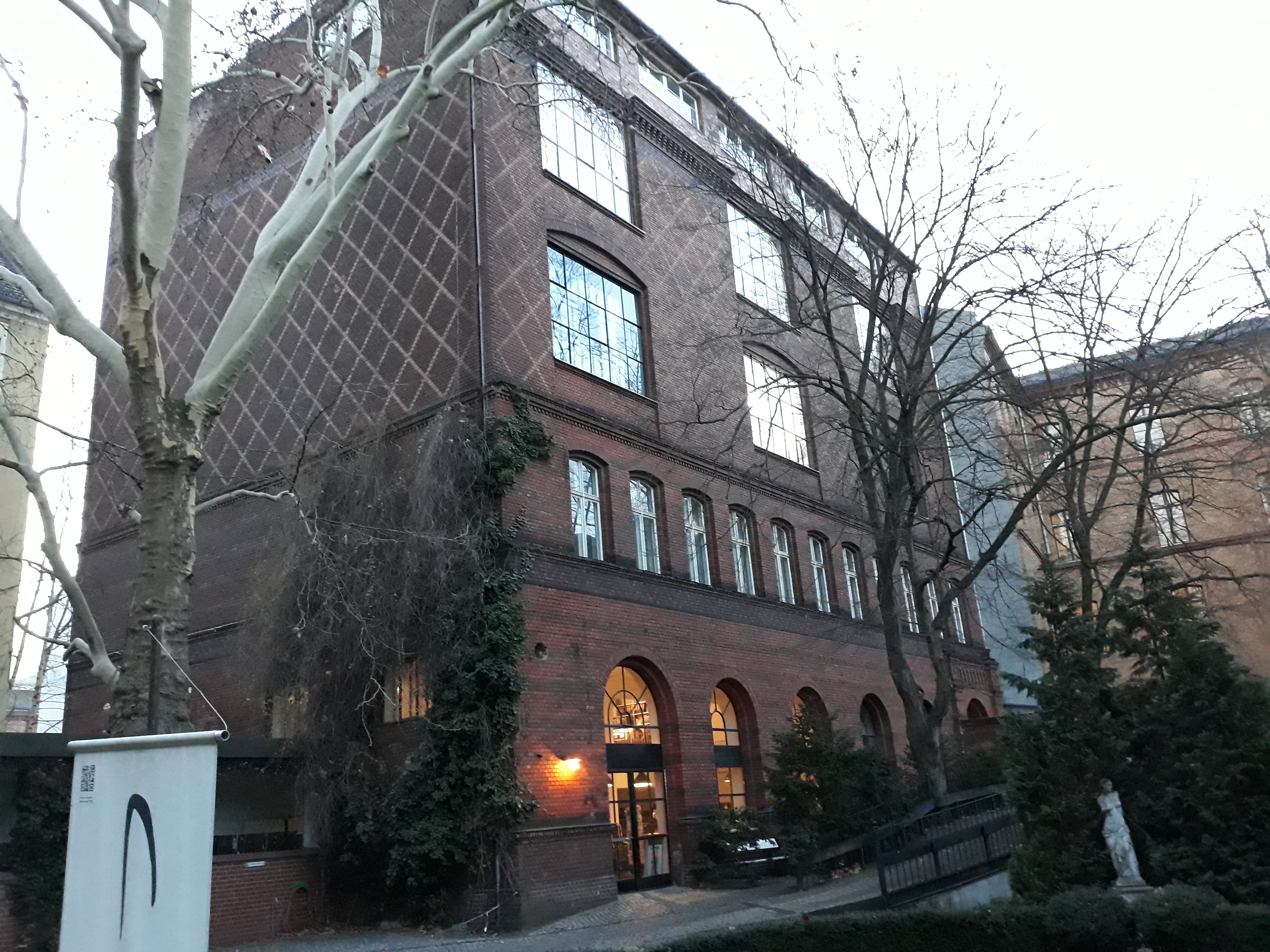
Heutige Ansicht des Gebäudes des ehemaligen Victoria-Lyceums

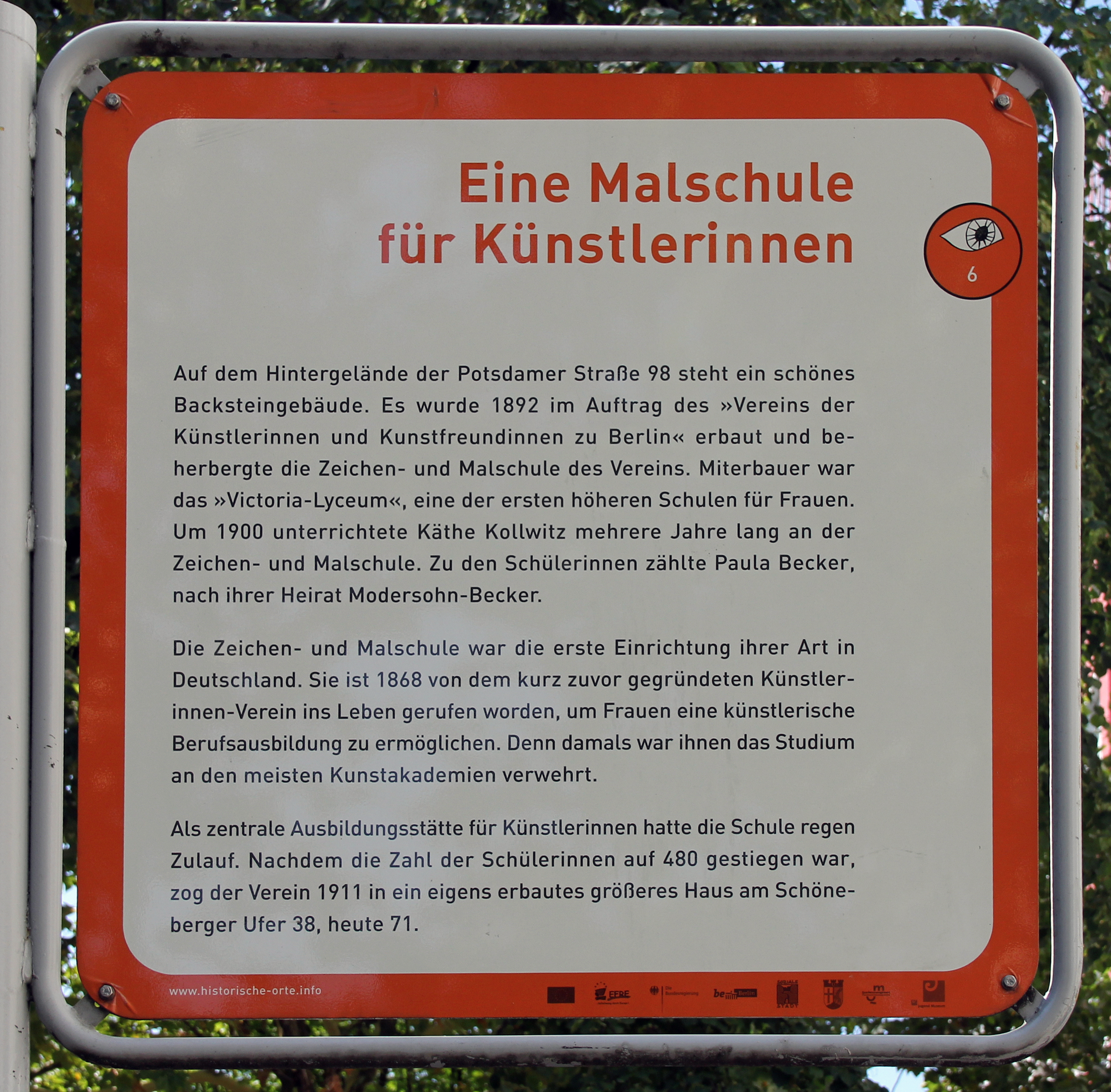
Gedenktafel am Haus, Potsdamer Straße 98a, in Berlin-Tiergarten

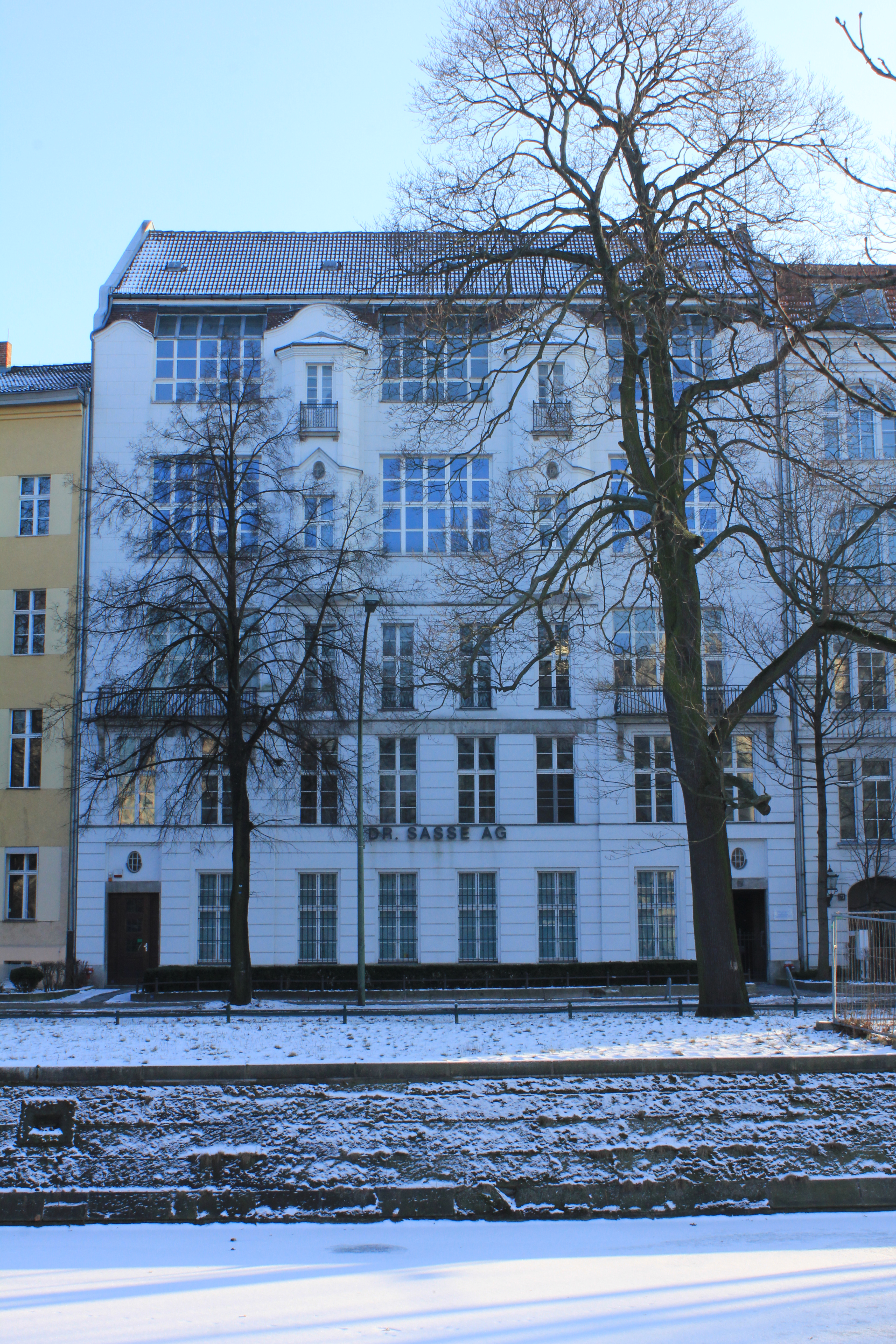
1910–1911 erbautes Atelierhaus des Vereins Berliner Künstlerinnen am Schöneberger Ufer 71

Der Verein der Berliner Künstlerinnen ging aus dem Verein der Künstlerinnen und Kunstfreundinnen zu Berlin hervor. Dieser Verein war seit seiner Gründung im Jahr 1867 durch Marie Remy, Clara Wilhelmine Oenicke, Rosa Petzel und Clara Friederike Heinke (1825–1892) auf das ganze deutschsprachige Gebiet und auf die angrenzenden Länder ausgerichtet. So kam es, dass beispielsweise auch Marie Wiegmann aus Düsseldorf Mitglied des Vereins wurde. Im Jahr 1867 waren Frauen im Deutschen Reich nicht rechtsfähig, deshalb bedurfte es männlicher Gründungsmitglieder, die durch eine Ehrenmitgliedschaft an den Verein gebunden waren, ohne ordentliche Mitglieder zu sein. Die Kunstfreundinnen sicherten dem Verein die Verankerung im Bürgertum und damit nicht zuletzt eine finanzielle Basis. Einige der Kunstfreundinnen hatten zudem wichtige Positionen in der Vereinsleitung inne. So gehörte Hedwig Weiß zeitweise dem Vorstand an. Der Verein führte regelmäßig Kunstausstellungen durch. 1919, zu Beginn der Weimarer Republik, in der die Rechte der Frauen gestärkt wurden, benannte sich der Verein um in Verein der Künstlerinnen zu Berlin.

## Kunstschule
Der Verein der Berliner Künstlerinnen und Kunstfreundinnen hatte seit 1868 eine eigene Kunstschule am Askanischen Platz 7, die ab 1871 auch eine „Zeichen- und Malschule“ mit angeschlossenem „Zeichenlehrerinnenseminar“ umfasste. Die Unterrichtung erfolgt zu Anfang durch renommierte Akademieprofessoren. 1893 erwarb der Verein, zusammen mit dem Victoria-Lyzeum für höhere Frauenbildung, ein Gebäude für die Zeichen- und Malschule in der Potsdamer Straße 39 (heute 98a). Mit gestiegener Schülerzahl zog der Verein 1911 in ein eigens erbautes Haus am Schöneberger Ufer 38 (heute 71).

### Direktorinnen
- 1871: Antonie Eichler
- 1892: Margarete Hoenerbach[2]
- 1909: Hildegard Lehnert
- 1929: Alice Michaelis
- 1933: Elisabeth von Oertzen (1887–1938), Malerin, Grafikerin[3]

### Lehrerinnen und Lehrer
- Jacob Alberts
- Jeanna Bauck
- Ludwig Dettmann
- Friedrich Eggers
- Paul Flickel
- Ernst Friedrich Hausmann (1856–1914)
- August Theodor Kaselowsky
- Martin Körte
- Käthe Kollwitz
- August Remy (1800–1872)
- Carl Scherres
- Karl Stauffer-Bern
- Milly Steger
- Curt Stoeving
- Wilhelm Streckfuß
- Max Uth
- Elisabeth Voigt

### Schülerinnen
- Annot
- Sophia Becker-Leber
- Mathilde Block
- Grete Csaki-Copony
- Anna Dräger-Mühlenpfordt
- Bettina Encke von Arnim
- Luise Grimm
- Ilse von Heyden-Linden
- Anna Höchstädt
- Ilse Jonas
- Käthe Kollwitz
- Paula Modersohn-Becker
- Emmy Meyer
- Elisabeth Poppe-Lüderitz
- Else Preussner
- Gertrude Sandmann
- Marie Schnür
- Marie Schönfeldt-Eisner
- Oda Schottmüller
- Louise Stomps
- Gertrud Wurmb
- Ursula Vehrigs
- Augusta von Zitzewitz
- Ruth von Minden-Riefenstahl
- Catharina Klein